# 圣乔瓦尼-因菲奥雷
圣乔瓦尼-因菲奥雷（義大利語：San Giovanni in Fiore）是意大利科森扎省的一个市镇。总面积279平方公里，人口18085人，人口密度64.8人/平方公里（2009年）。ISTAT代码为078119。